# Петравич, Дамир
Дамир Петравич (хорв. Damir Petravić; 17 июля 1963 года, Загреб) — югославский и хорватский футболист и тренер.

## Биография
В качестве футболиста выступал на позиции нападающего за ряд хорватских клубов.  Некоторое время Петравич также играл в Австралии, Германии и Австрии. После завершения карьеры он окончил Загребский университет и приступил к тренерской работе.
В 2002 году в качестве ассистента Златко Кранчара Петравич победил в чемпионате Хорватии с "Загребом". После ухода наставника самостоятельно работал с клубом. Затем специалист возглавлял другие коллективы низших лиг.
В 2012 году хорват был назначен на должность главного тренера литовского "Жальгириса". Под руководством Петравича команда победила в Кубке Литвы, но неудачные выступления в чемпионате и в еврокубках заставили специалиста в августе уйти в отставку. После возвращения на родину тренер без особого успеха работал с рядом команд.

## Достижения

### Тренера
- Обладатель Кубка Литвы (1): 2011/12.

### Ассистента
- Чемпион Хорватии (1): 2001/02.